# Stevens-Kliff
Das Stevens-Kliff ist ein 200 m hohes und 5 km langes Kliff an der Scott-Küste des ostantarktischen Viktorialands. Am Nordufer des Granite Harbour ragt es zwischen Tiger Island und Kap Archer auf.
Das Advisory Committee on Antarctic Names benannte es 1999 nach dem US-amerikanischen Kartographen Alan R. Stevens, der in den 1990er Jahren an geodätischen Programmen des United States Geological Survey maßgeblich beteiligt und dazu zwischen 1994 und 1995 im Gebiet des McMurdo-Sunds tätig war.